# Dicnemoloma uncinatum
Dicnemoloma uncinatum là một loài Rêu trong họ Dicranaceae. Loài này được (M. Fleisch.) Renauld mô tả khoa học đầu tiên năm 1909.